# Championnat de Norvège féminin de football 2020
Navigation
Édition précédente Édition suivante
Le championnat de Norvège féminin de football 2020 est la 34e édition du championnat de Norvège féminin. Les dix meilleurs clubs de football féminin de Norvège sont regroupés au sein d'une poule unique, la Toppserien, où ils s'affrontent deux fois au cours de la saison, à domicile et à l'extérieur.

## Organisation
Le championnat adopte une nouvelle formule à partir de cette saison :
1. Le nombre de participantes est réduit de 12 à 10 équipes. Au terme de la saison 2019 deux clubs sont automatiquement relégués. Le 9e du classement de première division, Lyn Fotball ayant remporté le match de barrage contre le vainqueur de la deuxième division, le IF Fløya, il se maintient dans l'élite.
2. Le championnat à 10 équipes se déroule par match aller-retour soit dix-huit rencontres, neuf à domicile et neuf à l'extérieur.
3. les quatre premiers de cette première phase sont qualifiés pour un second tour. Ils intègrent une poule finale avec respectivement 6, 4, 2 et 0 points en fonction de leur classement.
4. les six derniers forment une poule de classement pour éviter la relégation en deuxième division.

## Les 10 équipes
| \| Agglomération d'Oslo: Lyn Fotball Vålerenga FD Lillestrøm SK Kolbotn Fotball Røa IL Oslo Avaldsnes IL Klepp IL Arna-Bjørnar Rosenborg IL Sandviken \| Localisation des clubs engagés. |
| Agglomération d'Oslo: Lyn Fotball Vålerenga FD Lillestrøm SK Kolbotn Fotball Røa IL Oslo Avaldsnes IL Klepp IL Arna-Bjørnar Rosenborg IL Sandviken                                       |

| Club                           | Classement 2019 | Stade                   | Capacité | Date de Création |
| ------------------------------ | --------------- | ----------------------- | -------- | ---------------- |
| Lillestrøm Sportsklubb Kvinner | 1               | LSK-Hallen              | 3 000    |                  |
| Vålerenga Fotball Damer        | 2               | Intility Arena          | 16 555   |                  |
| Klepp IL                       | 3               | Klepp Stadion           |          |                  |
| IL Sandviken                   | 4               | Stemmemyren             |          |                  |
| Avaldsnes IL                   | 5               | Avaldsnes Idrettssenter | 1 000    |                  |
| Røa IL                         | 6               | Røa kunstgress          |          |                  |
| Rosenborg Ballklub Kvinner     | 7               | Koteng Arena            |          |                  |
| Kolbotn Fotball                | 8               | Sofiemyr                |          |                  |
| Arna-Bjørnar                   | 9               | Arna Idrettspark        |          |                  |
| Lyn Fotball                    | 10              | Kringsjå kunstgress     |          |                  |

## Compétition

### Classement de la première phase
Le barème utilisé pour établir le classement est le suivant : 3 points pour une victoire, 1 point pour un match nul et 0 point pour une défaite.
| Rang | Équipe          | Pts | J  | G  | N | P  | Bp | Bc | Diff |
| ---- | --------------- | --- | -- | -- | - | -- | -- | -- | ---- |
| 1    | Vålerenga FD C  | 38  | 18 | 11 | 5 | 2  | 39 | 14 | +25  |
| 2    | Rosenborg       | 38  | 18 | 10 | 8 | 0  | 34 | 16 | +18  |
| 3    | Avaldsnes IL    | 34  | 18 | 10 | 4 | 4  | 31 | 21 | +10  |
| 4    | Lillestrøm SK T | 29  | 18 | 9  | 2 | 7  | 29 | 23 | +6   |
| 5    | IL Sandviken    | 30  | 18 | 9  | 3 | 6  | 29 | 23 | +6   |
| 6    | Lyn Fotball     | 21  | 18 | 6  | 3 | 9  | 24 | 30 | -6   |
| 7    | Klepp IL        | 18  | 18 | 5  | 3 | 10 | 19 | 33 | -14  |
| 8    | Arna-Bjørnar    | 17  | 18 | 5  | 2 | 11 | 13 | 29 | -16  |
| 9    | Kolbotn Fotball | 13  | 18 | 2  | 7 | 9  | 18 | 29 | -11  |
| 10   | Røa IL          | 12  | 18 | 3  | 3 | 12 | 15 | 33 | -18  |

- En raison du report des dates du championnat en raison de la pandémie de Covid-19, la poule finale est supprimée, le champion et le vice-champion sont qualifiés pour la Ligue des champions 2021-2022

### Barrage de maintien/relégation
Kolbotn Fotball se maintient en Toppserien après une victoire 5-0 le 22 novembre 2020 et une défaite 1-2 le 25 novembre 2020 contre Medkila IL (score cumulé 6-2).

## Bilan de la saison
| Championnat de Norvège féminin de football 2020        |                          |
| Champion                                               | Vålerenga FD (1er titre) |
| Dauphin                                                | Rosenborg BK             |
| Coupes et trophées                                     |                          |
| Vainqueur Coupe de Norvège                             | Vålerenga FD             |
| Qualifications continentales                           |                          |
| Ligue des champions féminine de l'UEFA 2021-2022       | Vålerenga FD             |
| Ligue des champions féminine de l'UEFA 2021-2022       | Rosenborg BK             |
| Promotions et relégations                              |                          |
| Promus en Championnat de Norvège féminin de football   | Stabæk                   |
| Relégués en Championnat de Norvège féminin de football | Røa IL                   |